# Tiroidite de Hashimoto
Tiroidite de Hashimoto é uma doença autoimune em que a glândula tiroide vai sendo gradualmente destruída. No início da doença podem-se não manifestar sintomas. Ao longo do tempo, a tiroide pode ir aumentando de volume, formando um bócio indolor. Algumas pessoas desenvolvem hipotiroidismo, que se manifesta por sintomas como aumento de peso, fadiga, obstipação, depressão e dores generalizadas. Após vários anos, a tiroide geralmente diminui de volume. Entre as possíveis complicações está o linfoma da tiroide.
Pensa-se que a tiroidite de Hashimoto se deva a uma combinação de fatores genéticos e ambientais. Entre os fatores de risco estão antecedentes familiares da doença e historial de outras doenças autoimunes. O diagnóstico é confirmado com análises ao sangue para detecção de Hormona estimulante da tiroide, T4 e anticorpos antitiroidianos. Entre outras condições que causam sintomas semelhantes estão a doença de Graves e o bócio nodular não tóxico.
A tiroidite de Hashimoto é geralmente tratada com levotiroxina. Nos casos sem presença de hipotiroidismo, pode ser recomendado que não seja feito qualquer tratamento ou pode ser tentada a diminuição do volume do bócio. As pessoas afetadas devem evitar a ingestão de grandes quantidades de iodo, embora o corpo necessite da quantidade suficiente de iodo, sobretudo durante a gravidez. Só em casos raros é necessária cirurgia para tratar o bócio.
A tiroidite de Hashimoto afeta cerca de 5% da população em algum momento da vida. Tem geralmente início entre os 30 e 50 anos de idade e é muito mais comum entre mulheres do que entre homens. A prevalência da doença parece estar a aumentar. A doença foi descrita pela primeira vez em 1912 pelo médico japonês Hakaru Hashimoto. Em 1957 foi reconhecida como doença autoimune.

## Sinais e sintomas
Os sintomas mais comuns são:

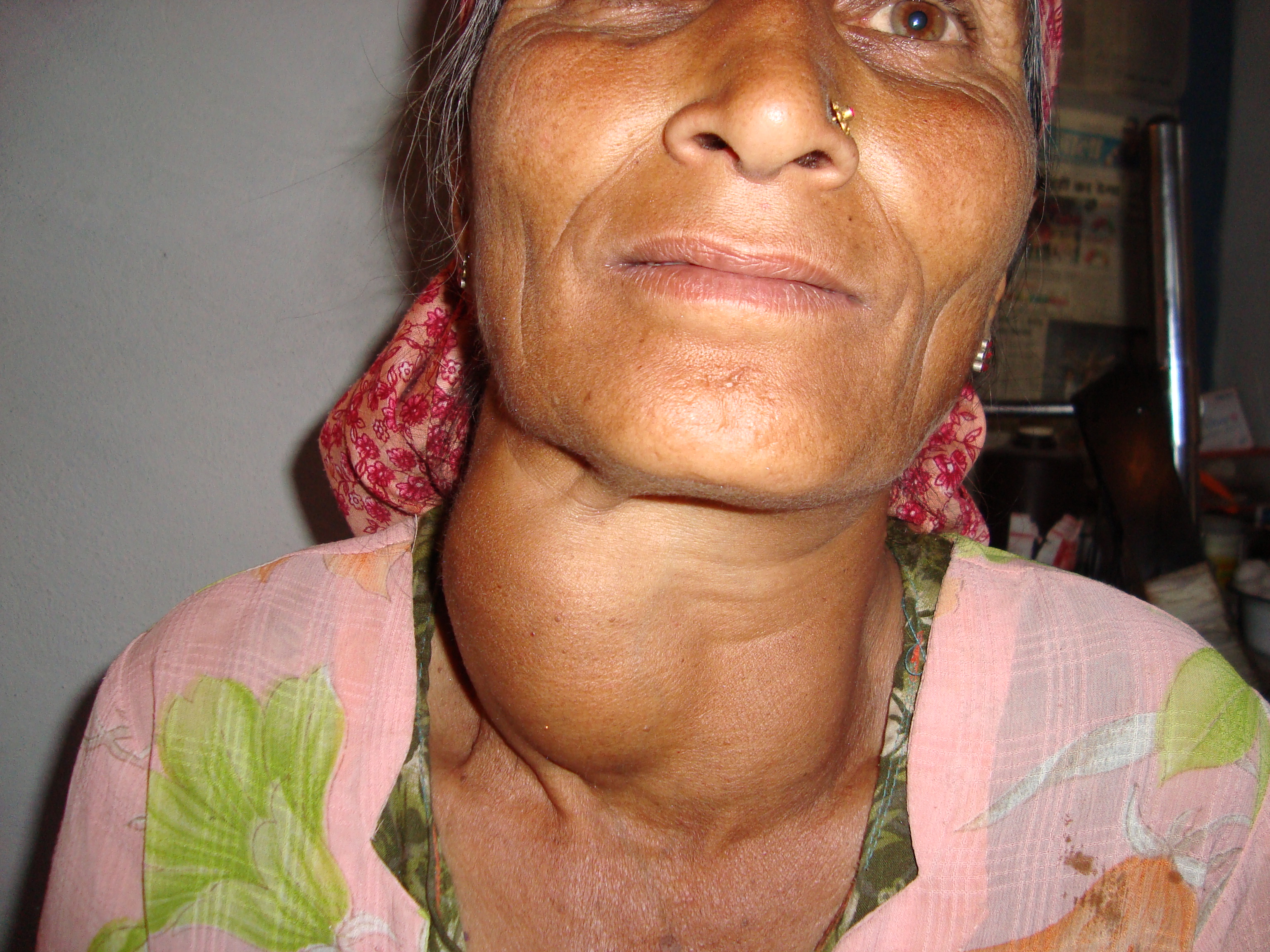
Bócio unilateral

- Bócio indolor (inchaço no pescoço);
- Hipotireoidismo ou mais raramente tirotoxicose;
- Hiperpigmentação (manchas);
- Edema periférico (inchaço dos pés);
- Obstipação (prisão de ventre);
- Ganho de peso;
- Calafrio (Sensação de frio constante);
- Depressão nervosa e irritabilidade;
- Fadiga(Cansaço) e astenia(fraqueza);
- Pele e cabelo frágeis;
- Anovulação (infertilidade).

## Causa

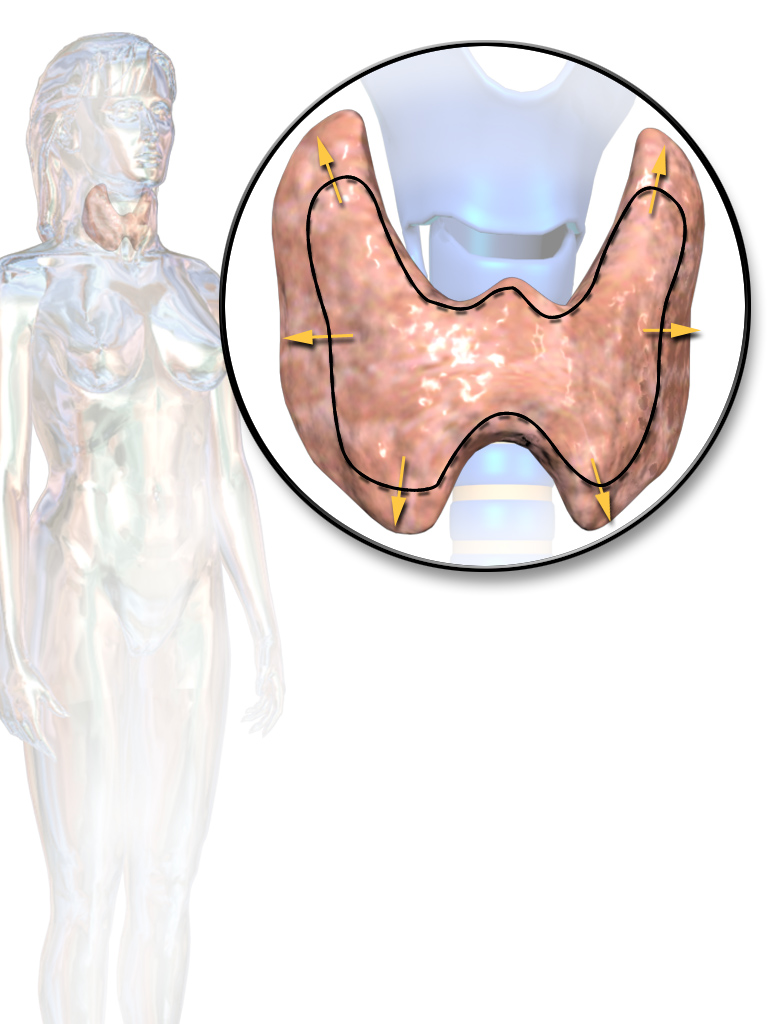
Tireoidite de Hashimoto pode causar aumento indolor da tireoide (bócio)

A tiroidite de Hashimoto é caracterizada pela presença de auto imunoglobulinas anormais direcionadas contra a tiroglobulina, as peroxidases da tiroide ou o receptor do hormônio estimulante da tireoide (TSH). O resultado consiste na apoptose das células da tireoide e na destruição dos folículos e consequentemente liberação dos hormônios tireoidianos contidos nesses folículos inicialmente, posteriormente, como quase não há mais hormônios tireoidianos disponíveis, há uma redução funcional da tireoide. Os baixos níveis de hormonas tiroideias circulantes estimulam a libertação de quantidades excessivas de TSH que causam hipertrofia (aumento) da tiroide através da síntese de mais tiroglobulina. Com o tratamento hormonal a glândula diminui de tamanho.

### Fatores de risco
Vulnerabilidade genética (gene HLA-DR5 ou CTLA-4 ), gravidez, pós-parto, dieta com excesso ou falta de iodo, deficiência de selênio, exposição a radiação ionizante e medicamentos como interferon são fatores de risco para desenvolver essa doença. A incidência também aumenta em pessoas com distúrbios cromossômicos, incluindo síndrome de Turner, síndrome de Down e síndrome de Klinefelter.

## Diagnóstico
O diagnóstico geralmente começa com exame de hormônio estimulante da tiroide (TSH), T3 livre, T4 livre. No hipotiroidismo a produção de TSH está aumentada, mas a T3 e T4 estão diminuídas. No hipotiroidismo subclínico a TSH aumenta para manter T3 e T4 normais e a pessoa sem sintomas.
A confirmação é feita através da detecção de níveis elevados de anticorpos anti-tireoperoxidase (anti-TPO), anti-tireoglobulina (anti-Tg), anti-receptor de TSH (anti-TSHr) ou anti-bomba Iodo/Sódio (anti-NIS) no sangue. Hashimoto seronegativo (sem auto-anticorpos identificáveis) também é possível, e representa 10% dos casos de tiroidite de Hashimoto. Na doença avançada se pode palpar um bócio duro e não doloroso.
Dado os sintomas relativamente pouco específicos do hipotireoidismo inicial, a tireoidite de Hashimoto é frequentemente diagnosticada erroneamente como depressão maior, transtorno de ansiedade ou síndrome de fadiga crônica.

## Tratamento
O uso de imunossupressores costuma gerar mais problemas que benefícios, sendo usado apenas quando ocorre junto a outras doenças autoimunes. O tratamento de primeira linha é a reposição hormonal com comprimidos de levotiroxina (T4) diários, geralmente por toda a vida. Demora mais de um mês antes que os sintomas desapareçam. A dose depende da idade, peso, severidade, comorbidades e interações medicamentosas. Exames regulares do hormônio estimulante da tireoide (TSH), produzido pela Hipófise para regular a tireoide, são feitos para acompanhar a eficiência dos medicamentos. Caso o bócio seja grande demais ou não esteja regredindo ou haja risco de tumor, a tireoide pode ser removida cirurgicamente.

## Prognóstico
Tireoidite de Hashimoto frequentemente está associado a outras doenças autoimunes como doença celíaca, diabetes tipo 1, vitiligo e alopecia autoimune. Período transitórios de tireotoxicose (atividade excessiva da tireoide) às vezes ocorre, e raramente a doença pode progredir para a doença de Graves, um hipertireoidismo que pode causar protusão dos olhos ("olhos saltando pra fora"). Raramente ocorre tireoidite autoimune fibrosa com dispneia grave (falta de ar) e disfagia (dificuldade de deglutição), assemelhante a tumores agressivos da tireoide, que melhoram com corticosteroides ou excisão cirúrgica. O linfoma primário de células da tiroide afeta menos de um em cada mil pacientes e é mais provável após muitos anos de tireoidite autoimune.

## Epidemiologia
Sua prevalência durante a vida é de 2 a 5% em mulheres e 0,3% a 0,7% em homens, ou seja, quase sete vezes mais comum em mulheres. A porcentagem de novos casos está aumentando, talvez pelos novos métodos diagnósticos de tiroidite subclínica. Geralmente começa entre os 30 e 50 anos e é mais comum após exposição a radiação ou por falta ou excesso de iodo na dieta. Nem sempre envolvem hipotireoidismo, cerca de 7% dos casos são considerados subclínicos e quase assintomáticos.